# Liutgard av Sachsen

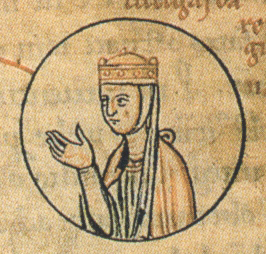
Liutgard

Liutgard av Sachsen född ca 845, död 17 november 885, var en drottning av Östfrankiska riket (Tyskland) och Bayern; gift med kung Ludvig den yngre. I sitt andra äktenskap gift med hertig Burchard I av Schwaben.
Liutgard beskrivs som ambitiös och viljestark och fungerade som politisk rådgivare åt båda sina män. År 878 uttryckte hon sitt missnöje med Ludvigs undertecknande av ett fördrag som gällde hans rättigheter över Lothringen med argumentet att han skulle ha uppnått betydligt bättre resultat om hon hade varit närvarande för att rådge honom.  